# Битва біля Цери
Битва біля Цери — одна з перших битв Першої Світової війни, що відбулась між Австро-Угорщиною та Сербією у серпні 1914 року.

## Початок вторгнення
Після оголошення війни 28 липня 1914 року Австро-Угорщина зосередила сили трьох своїх армій для завдавання удару по Сербії. П'ята і шоста армії, що знаходились у Боснії, отримали наказ завдати головного удару по Сербії. Друга армія була зосереджена в Сремі і Банаті, для введення в оману Верховного командування Сербії щодо напрямку наступу. У перші дні війни підрозділи Другої армії проводили обстріл населених пунктів на півночі Сербії, включаючи Белград і Смедерево, а 15 серпня окупували Шабац. Основні сили 5-ї та 6-ї армії готувались до переправи через Дрину, на що в них пішло аж 4 дні. В цей час на зустріч австро-угорським військам рухались частини 2-ї та 3-ї сербських армій.

## Хід битви
Близько 23:00 15 серпня частини сербської армії наштовхнулись на позиції австро-угорських військ на схилах г. Цер. Проте позиції були слабо облаштовані і серби відтіснили з неї австрійську армію. 16 серпня біля Слатіна сербські війська скували і відкинули австро-угорські частини. У смузі 3-ї сербської армії бої були важкими, і на деяких ділянках сербам довелося відійти. 18 серпня австро-угорські війська намагались просунутись по плацдарму біля Шабацу, щоб забезпечити кращі умови для наступу 5-ї армії. Проте розгром австрійських частин на річці Добрава зруйнував їхні плани. Протягом наступних днів до сербів підтягнулися частини 2-ї сербської армії, яка прикривала більш зручну для ведення наступу, рівнинну місцевість північної Сербії і відповідно краще забезпечену Радомиром Путником. Внаслідок цього сербам вдалось прорвати австро-угорський фронт біля Лозниці. Для австрійців склалася несприятлива ситуація, і вони 19 серпня почали відхід по всьому фронту. Для цього було використано частини 2-ї австро-угорської армії, затримуючи їх рух на фронт у Галичині. Починаючи з 20 серпня сербські війська переслідували відступаючі австрійські війська. У результаті до 24 серпня австро-угорські війська були відкинуті до річок Сава і Дрина.

## Підсумки
Хоча сербська армія досягла успіху в цьому бою, серби втратили значну частину боєприпасів. Командувач 2-ї сербської армії Степа Степанович, за успішне командування військами, був підвищений до рангу фельдмаршала (сербською: вoјвода). Командувач австро-угорськими військами Оскар Потіорек був принижений поразкою і вимагав реваншу, на що отримав дозвіл у вересні 1914 року. Внаслідок поразки біля гори Цер австро-угорська армія була змушена відмовитись від міста Плєвла, яке вона захопила 19 серпня.
Під час виконання розвідувального польоту відбувся перший повітряний бій сербського льотчика Томича та австро-угорського пілота. Останній вистрелив у Томича з револьвера та сербський льотчик зумів втекти.
Успішний бій привернув до Сербії увагу всього світу, внаслідок чого у пресі почали з'являтись статті на їхній захист, а іноземці надавали політичну, гуманітарну та військову допомогу.